# Duca di Cornovaglia

Stemma dei Duchi di Cornovaglia

Il titolo di Duca di Cornovaglia (in cornico Duk a Gernow) è un titolo nobiliare nella Paria d'Inghilterra che spetta di diritto all'erede al trono britannico fin dalla nascita se figlio del monarca in carica (insieme al titolo di Duca di Rothesay in Scozia), cosa che invece non vale per il titolo di Principe di Galles. Il Ducato di Cornovaglia fu il primo creato in Inghilterra e venne istituito nel 1337 da Edoardo III.
L'attuale detentore del titolo è il Principe del Galles William, figlio maggiore dell'attuale sovrano britannico, Re Carlo III. Sua moglie, Catherine, è la duchessa di Cornovaglia.

## Storia

### Leggenda
Secondo quanto narrato da Goffredo di Monmouth nel suo Historia Regum Britanniae (1136), il primo capo della Cornovaglia fu Corineo, un guerriero troiano e alleato di Bruto di Troia, ritratto come il colono originale delle isole britanniche. Da allora diversi duchi leggendari avrebbero regnato sulla Cornovaglia, rimanendo separati dall'alto re di Britannia, agendo come alleati e talvolta protettori. In particolare durante il regno di Uther Pendragon, Gorlois, duca di Cornovaglia, si ribellò al sovrano, che aveva mostrato un'eccessiva passione per sua moglie Igraine. Uther uccise Gorlois e si unì a Igraine: da questa unione nacque il futuro Re Artù.

### Storia del titolo
Tralasciando l'origine leggendaria del titolo, di fatto il titolo di duca di Cornovaglia è il più antico dei ducati creati nel regno d'Inghilterra ed è da sempre affidato al figlio maggiore del sovrano. Il primo duca di Cornovaglia, nominato nel 1337, fu Edoardo il Principe Nero, figlio maggiore di Edoardo III d'Inghilterra; dopo la morte di Edoardo il ducato fu ricreato per suo figlio, il futuro Riccardo II d'Inghilterra. Secondo una legge del 1421, da allora il ducato passa al figlio maggiore del sovrano ed erede al trono.

## Successione
L'atto costitutivo del 17 marzo 1337 stabilì la regola secondo cui il duca sarebbe stato il figlio maggiore ed erede apparente del monarca. Ci furono alcune deviazioni da questa regola fino a un caso legale (chiamato the Prince's case) nel 1606, che sostenne che la legge dovesse essere rispettata.
Se però il figlio maggiore del sovrano muore, il titolo non passa al suo primogenito ma al fratello successivo: il principio alla base è che il titolo può essere detenuto solo da un figlio del sovrano e non da un nipote, anche se questi è l'erede al trono. Allo stesso modo, il titolo segue solo la linea maschile e nessuna erede al trono potrà essere Duchessa di Cornovaglia (anche dopo l'Atto di Successione alla Corona del 2013), anche se una regina regnante senza figli maschi sarebbe duca de facto. 
È quindi possibile essere Principe di Galles ed erede al trono senza essere Duca di Cornovaglia: ad esempio, l'erede al trono di Giorgio II, il futuro Giorgio III, era Principe di Galles, ma non Duca di Cornovaglia (in quanto nipote e non figlio del sovrano). Quando il titolo è vacante le proprietà del ducato tornano alla Corona finché il monarca non dovesse avere un figlio maschio o un nuovo monarca con un figlio salisse al trono.

## Prerogative ducali
Particolarità del titolo di Duca di Cornovaglia è il fatto che al titolo corrisponde una effettiva territorialità, il Ducato di Cornovaglia; il Duca di Cornovaglia è infatti diretto proprietario di terreni fondiari per un equivalente di 220 miglia quadrate (circa 557 chilometri quadrati) situati principalmente nel Devon, oltre ad avere particolari diritti per quanto riguarda l'ordinamento stesso della Cornovaglia. A differenza di quanto accade nelle altre Contee del Regno Unito, spetta al Duca di Cornovaglia, e non al Sovrano, la prerogativa di nominare l'Alto Sceriffo di Cornovaglia, inoltre il Duca ha il diritto di incorporare tutte le proprietà fondiarie di coloro che muoiano senza eredi in tutta la Cornovaglia (bona vacantia). Il Ducato comprende, oltre a boschi e foreste, diverse aziende agricole e nel complesso l'insieme delle attività produce un fatturato di circa 21,7 milioni di Sterline (stima 2017-2018) che vengono concesse all'Erede al Trono per il mantenimento proprio e della sua famiglia; benché tecnicamente i proventi del Ducato siano esenti dalle tasse, Carlo III (prima di salire al trono) dal 1993 al 2022 ha sempre scelto di pagare volontariamente le tasse.
Prima del 2011 i proventi del Ducato di Cornovaglia, in assenza di un detentore del titolo, venivano incamerati dalla Corona, ma a seguito del Sovereign Gran Act è stato stabilito che i proventi del Ducato passino all'erede al trono indipendentemente dal fatto che ne sia titolare o meno; qualora l'erede al trono non abbia ancora raggiunto la maggiore età, gli viene corrisposto il 10% delle rendite, mentre il resto viene incamerato dalla Corona; la sovvenzione sovrana (Sovereign Grant) viene ridotta del medesimo ammontare.

## Stemma
Lo stemma del Duca di Cornovaglia è: "Nero, quindici bisanti, cinque, quattro, tre, due e uno". Lo stemma fu adottato alla fine del XV secolo, sulla base dello stemma di Riccardo, conte di Cornovaglia. I bisanti tra le braccia di Riccardo avevano lo scopo di rappresentare i piselli, noti in francese come pois, come un gioco di parole riferimento alla regione francese del Poitou, di cui era conte.
Il 21 giugno 1968 un provvedimento reale aggiunse al suddetto stemma la corona dell'erede apparente, che consiste in quattro croci paté e quattro gigli con un arco (usato solo dal principe di Galles). I sostegni sono due gracchi della Cornovaglia, ognuno dei quali sostiene una piuma di struzzo. Il motto usato con le armi è Houmout, che significa "Di buon umore" o "coraggio" in medio-basso tedesco, il motto personale del Principe Nero.

## Lista dei Duchi di Cornovaglia
| Immagine | Nome                                   | Erede di                      | Nascita                      | Duca di Cornovaglia dal                                          | Duca di Cornovaglia fino al                                     | Morte            | Altri titoli nobiliari detenuti | Consorte | Blasone |
| -------- | -------------------------------------- | ----------------------------- | ---------------------------- | ---------------------------------------------------------------- | --------------------------------------------------------------- | ---------------- | --- | --- | ------- |
|          | Edoardo il Principe Nero               | Edoardo III d'Inghilterra     | 15 giugno 1330               | 1337 (Parlamento)                                                | 8 giugno 1376                                                   | 8 giugno 1376    | Principe di Galles (1343), Principe d'Aquitania (1362-1372), Conte di Chester (1333) | Giovanna di Kent |         |
|          | Riccardo Plantageneto                  | Edoardo il Principe Nero      | 6 gennaio 1367               | 8 giugno 1376                                                    | 22 giugno 1377 Divenuto Re Riccardo II d'Inghilterra            | 14 febbraio 1400 | Principe di Galles, Conte di Chester | Anna di Boemia (1382-1394); Isabella di Valois (1396-1400) |         |
|          | Enrico Plantageneto                    | Enrico IV d'Inghilterra       | 9 agosto o 16 settembre 1387 | 1399 (Parlamento)                                                | 21 marzo 1413 Divenuto Re Enrico V d'Inghilterra                | 31 agosto 1422   | Principe di Galles e Conte di Chester (1399), duca d'Aquitania (1390), Duca di Lancaster | Caterina di Valois |         |
|          | Enrico di Lancaster                    | Enrico V d'Inghilterra        | 6 dicembre 1421              | 6 dicembre 1421                                                  | 1422 Divenuto Re Enrico VI d'Inghilterra                        | 21 maggio 1471   | Duca d'Aquitania (1390) | Margherita d'Angiò |         |
|          | Edoardo di Lancaster                   | Enrico VI d'Inghilterra       | 13 ottobre 1453              | 1454 (costituzione)                                              | 4 maggio 1471                                                   | 4 maggio 1471    | Principe di Galles e Conte di Chester (1454) | Anna Neville |         |
|          | Edoardo di York                        | Edoardo IV d'Inghilterra      | 4 novembre 1470              | 1470 (costituzione)                                              | 9 aprile 1483 Divenuto Re Edoardo V d'Inghilterra               | post luglio 1483 | Principe di Galles e Conte di Chester (1471), Conte di March (1479), Conte di Pembroke (1479) | Celibe. |         |
|          | Edoardo di Middleham                   | Riccardo III d'Inghilterra    | 1473                         | 1483 (in successione al padre)                                   | 9 aprile 1484                                                   | 9 aprile 1484    | Principe di Galles e Conte di Chester (1483), Conte di Salisbury (1478) | Celibe. |         |
|          | Arturo Tudor                           | Enrico VII d'Inghilterra      | 20 settembre 1486            | 20 settembre 1486                                                | 2 aprile 1502                                                   | 2 aprile 1502    | Principe di Galles e Conte di Chester (1489) | Caterina d'Aragona |         |
|          | Enrico Tudor                           | Enrico VII d'Inghilterra      | 28 giugno 1491               | 2 aprile 1502 (alla morte del fratello maggiore)                 | 21 aprile 1509 Divenuto Re Enrico VIII d'Inghilterra            | 28 gennaio 1547  | Principe di Galles e Conte di Chester (1504), Duca di York (1494-1509) | Caterina d'Aragona (1509-1533); Anna Bolena (1533-1536); Jane Seymour (1536-1537); Anna di Clèves (1540); Catherine Howard (1540-1541); Caterina Parr (1543-1547) |         |
|          | Enrico Tudor                           | Enrico VIII d'Inghilterra     | 1º gennaio 1511              | 1º gennaio 1511                                                  | 23 febbraio 1511                                                | 23 febbraio 1511 | | Celibe. |         |
|          | Edoardo Tudor                          | Enrico VIII d'Inghilterra     | 12 ottobre 1537              | 12 ottobre 1537                                                  | 28 gennaio 1547 Divenuto Re Edoardo VI d'Inghilterra            | 6 luglio 1553    | Principe di Galles e Conte di Chester (1537) | Celibe. |         |
|          | Enrico Federico Stuart                 | Giacomo I d'Inghilterra       | 19 febbraio 1594             | 24 marzo 1603 (in successione al padre)                          | 6 novembre 1612                                                 | 6 novembre 1612  | Principe di Galles e Conte di Chester (1610), duca di Rothesay, Conte di Carrick e Barone Renfrew (1469), Signore delle isole (1540), Principe e Gran Steward di Scozia (1469)                                                   | Celibe. |         |
|          | Carlo Stuart                           | Giacomo I d'Inghilterra       | 19 novembre 1600             | 6 novembre 1612 (alla morte del fratello Enrico Federico Stuart) | 27 marzo 1625 Divenuto Re Carlo I d'Inghilterra                 | 30 gennaio 1649  | Principe di Galles e Conte di Chester (1616), duca di Rothesay (1469), Duca di Albany (1600), Duca di York (1605), Marchese di Ormond, Conte di Ross, Signore Ardmannoch (1600)                                                  | Enrichetta Maria di Borbone-Francia |         |
|          | Carlo Stuart                           | Carlo I d'Inghilterra         | 29 maggio 1630               | 29 maggio 1630                                                   | 30 gennaio 1649 Divenuto Re Carlo II d'Inghilterra              | 6 febbraio 1685  | Principe di Galles e Conte di Chester (1638), duca di Rothesay (1469 & 1540) | Caterina di Braganza |         |
|          | Giacomo Francesco Edoardo Stuart       | Giacomo II d'Inghilterra      | 10 giugno 1688               | 10 giugno 1688                                                   | 1702 Pretendente al trono d'Inghilterra col nome di Giacomo III | 1º gennaio 1766  | Principe di Galles e Conte di Chester (1688-1702), duca di Rothesay, etc. (1469–1702 & 1540–1702) | Maria Clementina Sobieska |         |
|          | Giorgio di Hannover                    | Giorgio I di Gran Bretagna    | 10 novembre 1683             | 1º agosto 1714 (in successione al padre)                         | 11 giugno 1727 Divenuto Re Giorgio II di Gran Bretagna          | 25 ottobre 1760  | Principe di Galles e Conte di Chester (1714), Principe Ereditario di Hannover, duca di Rothesay (1469 & 1540), Duca di Cambridge, Marchese di Cambridge, conte di Milford Haven, Visconte Northallerton, Baron Tewkesbury (1706) | Carolina di Brandeburgo-Ansbach |         |
|          | Federico di Hannover                   | Giorgio II di Gran Bretagna   | 1º febbraio 1707             | 11 giugno 1727 (in successione al padre)                         | 31 marzo 1751                                                   | 31 marzo 1751    | Principe di Galles e Conte di Chester (1729), duca di Rothesay, etc. (1469 & 1540), Duca di Edimburgo, marchese di Ely, conte di Eltham, visconte Launceston, Baron Snowdon (1726)                                               | Augusta di Sassonia-Gotha-Altenburg |         |
|          | Giorgio di Hannover                    | Giorgio III del Regno Unito   | 12 agosto 1762               | 12 agosto 1762                                                   | 29 gennaio 1820 Divenuto Re Giorgio IV del Regno Unito          | 26 giugno 1830   | Principe di Galles e Conte di Chester (1762), duca di Rothesay, etc. (1469 & 1540) | Carolina di Brunswick |         |
|          | Edoardo Alberto Sassonia-Coburgo-Gotha | Vittoria del Regno Unito      | 9 novembre 1841              | 9 novembre 1841                                                  | 22 gennaio 1901 Divenuto Re Edoardo VII del Regno Unito         | 6 maggio 1910    | Principe di Galles e Conte di Chester (1841), Duca di Rothesay, etc. (1469 & 1540), Conte di Dublino (1850) | Alessandra di Danimarca |         |
|          | Giorgio Sassonia-Coburgo-Gotha         | Edoardo VII del Regno Unito   | 3 giugno 1865                | 22 gennaio 1901 (in successione al padre)                        | 6 maggio 1910 Divenuto Re Giorgio V del Regno Unito             | 20 gennaio 1936  | Principe di Galles e Conte di Chester (1901), duca di Rothesay, etc. (1469 & 1540), Duca di York, Conte di Inverness, Baron Killarney (1892)                                                                                     | Maria di Teck |         |
|          | Edoardo Windsor                        | Giorgio V del Regno Unito     | 23 giugno 1894               | 6 maggio 1910 (in successione al padre)                          | 1936 Divenuto Re Edoardo VIII del Regno Unito                   | 28 maggio 1972   | Principe di Galles e Conte di Chester (1910), Duca di Rothesay (1469 & 1540) | Wallis Warfield |         |
|          | Carlo                                  | Elisabetta II del Regno Unito | 14 novembre 1948             | 6 febbraio 1952                                                  | 8 settembre 2022 Divenuto Re Carlo III del Regno Unito          | Vivente          | Principe di Galles e Conte di Chester (1958), duca di Rothesay (1469 & 1540) | Diana Spencer (1981-1996); Camilla Shand (dal 2005) |         |
|          | William                                | Carlo III del Regno Unito     | 21 giugno 1982               | 8 settembre 2022                                                 | Attuale                                                         | Vivente          | Duca di Cambridge (2011), duca di Rothesay (2022) | Catherine Middleton |         |